# OSBPL2
OSBPL2‏ (Oxysterol binding protein like 2) هوَ بروتين يُشَفر بواسطة جين OSBPL2 في الإنسان.